# Heinrich Gerhard Franz
Heinrich Gerhard Franz (* 19. Januar 1916 in Dresden; † 3. September 2006 in Graz) war ein deutsch-österreichischer Kunsthistoriker. Seine Interessen spannten sich von der Architekturgeschichte im Barock über die frühislamische Kunst bis zur Architektur und Kunst Indiens.

## Leben und Wirken
Franz studierte Kunstgeschichte, Klassischer Philologie und Klassische Archäologie in München, Wien und Berlin, wo er 1939 mit einer Arbeit zur Kirchenbaugeschichte Bayerns und Böhmens promoviert wurde. Sein Doktorvater war Karl M. Swoboda; die Arbeit erschien unter der Titel „Dientzenhofer und »Hausstätter«. Kirchenbaumeister in Bayern und Böhmen“ 1942 im Druck. Als wissenschaftlicher Assistent am Lehrstuhl von Eberhard Hempel an der TU Dresden verlagerte sich sein Arbeitsschwerpunkt in den Raum Sachsen, Böhmen und Mähren („Studien zur Barockarchitektur in Böhmen und Mähren“, Brünn 1943 und „Die deutsche Barockbaukunst Mährens“. München 1943.) Thema seiner Habilitationsschrift (eingereicht bei Dagobert Frey) war: „Zacharias Longuelune und die Baukunst des 18. Jahrhunderts in Dresden“. 1943–1944 war Franz Dozent am Deutschen Kunsthistorischen Institut in Paris und 1944 an der Universität Breslau.
1946 wurde er Privatdozent für Kunstgeschichte an der Universität Mainz, wo er 1950 zum außerplanmäßigen Professor berufen wurde. Ab 1962 hatte Franz einen Lehrstuhl am Kunsthistorischen Institut der Universität Graz inne, wo er bis zu seiner Emeritierung lehrte und 1969 die Publikationsreihe „Forschungen und Berichte des Kunsthistorischen Institutes der Universität Graz“ begründete.

## Schriften (Auswahl)
- „Dientzenhofer und »Hausstätter«. Kirchenbaumeister in Bayern und Böhmen“. (1939, Dissertation)
- „Zacharias Longuelune und die Baukunst des 18. Jahrhunderts in Dresden“ (1943, Habilitation)
- „Bauten und Baumeister der Barockzeit in Böhmen. Entstehung und Ausstrahlungen der böhmischen Barockbaukunst.“ Leipzig 1962.
- „Von Gandhara bis Pagán. Kultbauten des Buddhismus und Hinduismus in Süd- und Zentralasien“. Graz 1979
- „Palast, Moschee und Wüstenschloß. Das Werden der islamischen Kunst. 7.–9. Jahrhundert“. Graz 1984
- „Von Baghdad bis Córdoba. Ausbreitung und Entfaltung der islamischen Kunst 850-1050“. Graz 1984
- als Herausgeber: „Kunst und Kultur entlang der Seidenstraße“. Graz 1986
- als Herausgeber: „Forschungen und Berichte des Kunsthistorischen Institutes der Universität Graz“
- „Pöppelmann und die Architektur der Dresdner Zwingers: Ein Nachwort zur Dresdner Pöppelmann Tagung“. In: Kunstchronik, 7/1988, S. 337–349